# Bahnhof Betzdorf (Sieg)
Der Bahnhof Betzdorf (Sieg) ist der Bahnhof der rheinland-pfälzischen Stadt Betzdorf im Landkreis Altenkirchen. Er liegt an Streckenkilometer 83,0 bzw. 123,1 der Siegstrecke und ist Ausgangspunkt der Hellertalbahn nach Haiger/Dillenburg sowie der Daadetalbahn nach Daaden. Er besitzt fünf Bahnsteiggleise.

## Geschichte

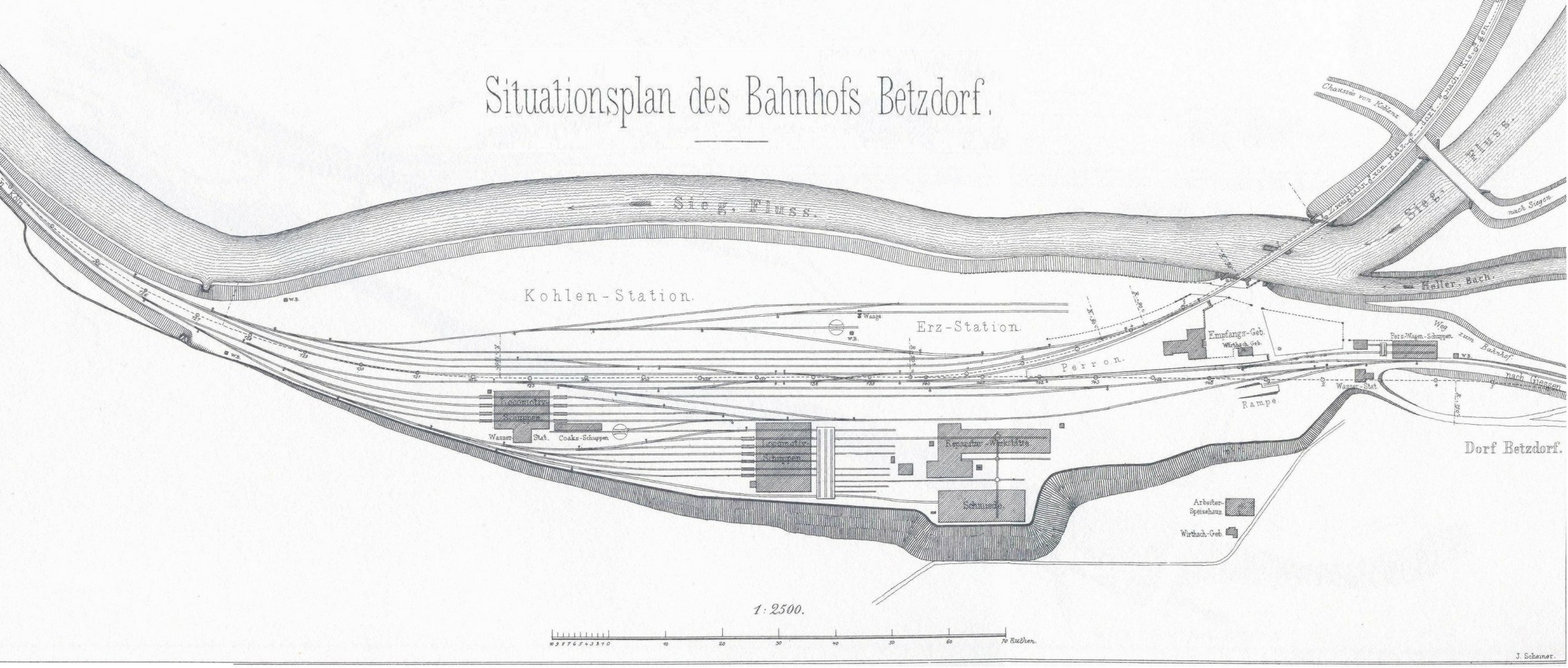
Der Bahnhof Betzdorf im Jahr 1862

Mit dem Bau der Eisenbahnstrecke Köln-Deutz–Gießen und der Zweigstrecke von Betzdorf nach Siegen am 10. Januar 1861 begann die Geschichte des Bahnhofs. Durch den Bau der beiden Strecken wurde Betzdorf zu einem Verkehrsknotenpunkt und Eisenbahnerstadt mit Rangierbahnhof für die umliegenden Eisenerzbergwerke und der Ort erlebte einen Einwohnerzuwachs.
Ihre Bedeutung als Eisenbahnknotenpunkt führte im Zweiten Weltkrieg dazu, dass die Stadt und der Bahnhof unter starken Luftangriffen zu leiden hatten, wodurch zwei Drittel der Stadt den Bomben zum Opfer fielen. So kamen unter anderem am 12. März 1945 bei einem Luftangriff 61 Menschen ums Leben. Dieser Angriff wurde von der 8. US-Luftflotte mit B-17-Bombern durchgeführt.
Die Französische Besatzungsmacht ordnete alle Eisenbahnstrecken im nördlichen Teil ihrer Besatzungszone – und damit auch den Bahnhof Betzdorf – der Eisenbahndirektion Mainz zu. Ab Mitte der 1950er Jahre wurden fast alle Betzdorfer Eisenbahnanlagen und -einrichtungen wie das Ausbesserungswerk, das Bahnbetriebswerk, das Bundesbahn-Betriebsamt, der Rangierbahnhof, die Bahnmeisterei, die Fernmeldemeisterei, die Bahnhofsverwaltung und die Güterabfertigung stillgelegt, so dass Betzdorf heute nur noch Eisenbahnknotenpunkt im Personenverkehr ist.
Mit der schrittweisen Auflösung der Bundesbahndirektion Mainz fiel die Zuständigkeit für den Bahnhof Betzdorf an die Bundesbahndirektion Wuppertal.

## Gleisanlagen
Der Betzdorfer Bahnhof besitzt im Bereich des Personenbahnhofes sechs befahrbare Gleise. Es handelt sich um einen Keilbahnhof. Daneben gibt es noch Gleisreste neben den vorhandenen Gleisen. Zwischen den Gleisen 105 und 102 befindet sich das Empfangsgebäude.
Die Nummerierung beginnt auf der nordöstlichen Seite, am heutigen Parkhaus.
- Gleis 108 war ein Durchgangsgleis ohne Bahnsteig. Bei der Errichtung des Parkhauses wurde es teilweise überbaut, teilweise der Natur überlassen.
- Gleis 107 war ein Durchgangsgleis und teilte sich mit Gleis 106 einen Inselbahnsteig. Es wurde wegen eines direkten Fußgängerzugangs vom Parkhaus zum Bahnhof 2004 zurückgebaut. Im Zuge des Rheinland-Pfalz-Taktes 2015 sollte das Gleis bis zum Fahrplanwechsel im Dezember 2016 reaktiviert werden, damit die Züge der Rothaarbahn (RB 93) hier abfahren können. Der Bau konnte aber bis 2022 noch nicht abgeschlossen werden. Die Züge der RB 93 wenden daher vorläufig im Güterbahnhof und fahren von Gleis 106 Richtung Siegen ab. Im August 2016 wurde mit der Reaktivierung des Gleises 107 begonnen, wurde dann aber wieder eingestellt und die Arbeiten können erst weitergeführt werden, wenn das Eisenbahnbundesamt Baurecht erteilt hat. Das Gleis 107 ist momentan von beiden Seiten bis zum Fußweg gebaut, welcher aus Richtung Güterbahnhof provisorisch mit einem Prellbock gesichert wurde.[8] Außerdem sind bereits die Ausfahrsignale in beide Fahrtrichtungen aufgestellt und betriebsbereit. Im August 2019 wurde die neue Oberleitung fertig installiert.
- Gleis 106 liegt am Bahnsteig neben dem ehemaligen Gleis 107. Heute halten hier die Züge des Rhein-Sieg-Express (RE 9) sowie der Dreiländerbahn (RB 90) in Richtung Au (Sieg)/Köln/Aachen. Außerdem fahren hier die Züge der Rothaarbahn (RB 93) Richtung Siegen/Bad Berleburg ab, die hier ihren Ausgangspunkt haben, bis das Gleis 107 wieder befahrbar ist.
- Gleis 105 ist ein Durchgangsgleis und liegt am nordöstlichen Hausbahnsteig, welcher teilweise in den südwestlichen Hausbahnsteig an Gleis 102 anschließt. Heute halten hier die Züge des Rhein-Sieg-Express (RE 9) sowie der Dreiländerbahn (RB 90) in Richtung Siegen.
- Gleis 102 ist ein Durchgangsgleis und liegt als zweiter Hausbahnsteig auf der südwestlichen Seite des Empfangsgebäudes. Hier verkehren die HLB-Züge Richtung Herdorf/Dillenburg über die Hellertalbahn (RB 96).
- Gleis 101 ist ein weiteres Durchgangsgleis und liegt am Bahnsteig neben Gleis 113. Dieses Gleis wird als Ausweichgleis für Züge der Heller- und Daadetalbahn genutzt. Zusätzlich fahren hier die Züge der Westerwald-Sieg-Bahn (RB 90) nach Altenkirchen über Au (Sieg) ab, die hier ihren Ausgangspunkt haben.
- Gleis 113 ist ebenfalls ein Durchgangsgleis am Inselbahnsteig neben Gleis 101. Hier halten ausschließlich die Züge der Daadetalbahn (RB 97) nach Daaden.
- Gleis 114 ist das einzige noch durchgängig befahrbare Gleis ohne Bahnsteig. Heute wird es jedoch nur noch sehr selten zum Durchfahren oder Abstellen von Zügen genutzt.
- Gleis 115 besaß wie Gleis 114 keinen Bahnsteig und ist nicht mehr angeschlossen und größtenteils mit Büschen und kleinen Bäumen überwachsen.
- Gleis 116 war wie das benachbarte Gleis 115 ein bahnsteigloses Gleis.

Die Bahnsteige des Bahnhofs Betzdorf sind über Treppen und Aufzüge der Personenunterführung zu erreichen.
Nordwestlich des Personenbahnhofes lag der ehemalige Rangierbahnhof, hier liegen noch mehrere befahrbare Gleise. Der Rest ist zurückgebaut.

## Bauten
Die Lokomotiv- und Wagenhallen des ehemaligen Eisenbahnausbesserungswerks, die kurz nach 1861 erbaut wurden, stehen heute unter Denkmalschutz. Sie liegen westlich des Personenbahnhofes.

### Empfangsgebäude

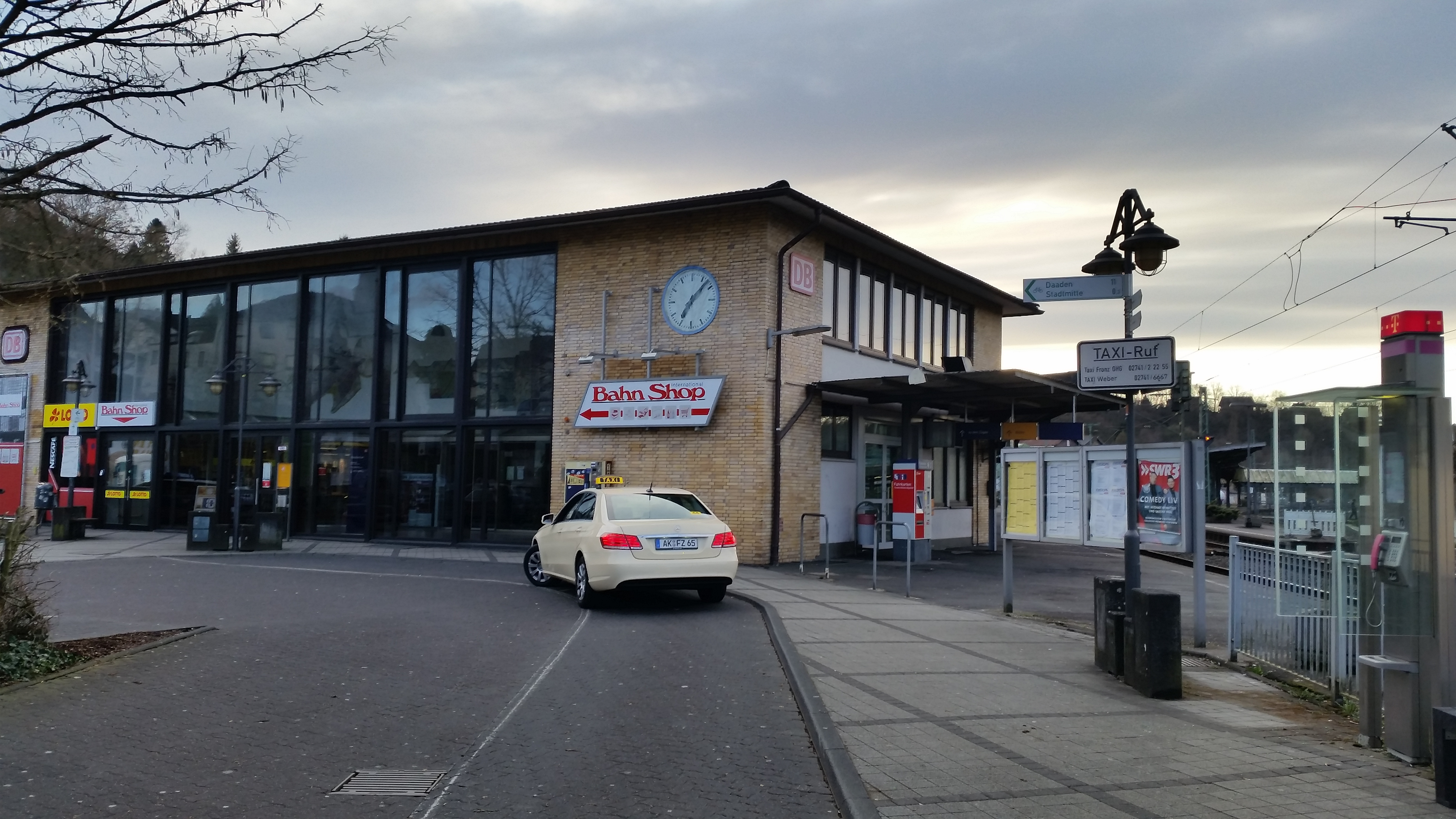
Empfangsgebäude des Betzdorfer Bahnhofs im März 2016

Der Bahnhof hat die Adresse Bahnhofstraße 1. Im Empfangsgebäude befindet sich ein Reisezentrum und ein kleiner Einkaufsladen. Darüber hinaus hatte die Hellertalbahn GmbH hier ihren Firmensitz.

Am späten Nachmittag des 29. August 2022 fing aus bislang unbekannten Gründen der Dachstuhl des Empfangsgebäudes Feuer und brannte trotz zeitnahem Einschreiten der Feuerwehren aus Betzdorf, Kirchen und weiteren umliegenden Orten komplett aus. Durch die Löscharbeiten wurden weite Teile des Gebäudes in Mitleidenschaft gezogen, sodass eine Nutzung vorerst nicht möglich war. Zu Beginn des Feuerwehreinsatzes befand sich lediglich eine Person noch im Gebäude, die evakuiert werden musste. Verletzt wurde bei dem Brand niemand. Im Juni 2023 war die Sanierung abgeschlossen und das Gebäude wieder nutzbar.

## Verkehr
Am Bahnhof Betzdorf verkehrten im Jahre 2021 insgesamt eine Regional-Expresslinie sowie vier Regionalbahnlinien für den Regionalverkehr. Fernverkehrszüge verkehren auf den zum Bahnhof Betzdorf führenden Bahnstrecken nicht. Regionaler Güterverkehr findet regelmäßig durch die Siegener Kreisbahn zwischen der Hellertalstrecke bzw. dem Bahnhof Scheuerfeld (Sieg) und dem Containerterminal in Kreuztal statt. Überregionale Güterzüge verkehren meist als Umleiter von der rechten Rheinstrecke über Betzdorf und Siegen zur Dillstrecke und weiter Richtung Süddeutschland.
Bis zur Stilllegung der Asdorftalbahn gab es von hier aus Personenzugläufe bis Freudenberg bzw. Olpe/Dieringhausen.
| Linie | Linienverlauf | Takt                                                           | Regelgleis                                           |
| ----- | --- | -------------------------------------------------------------- | ---------------------------------------------------- |
| RE 9  | Rhein-Sieg-Express: Aachen Hbf – Aachen-Rothe Erde – Stolberg (Rheinl) Hbf – Eschweiler Hbf – Langerwehe – Düren – Horrem – Köln-Ehrenfeld – Köln Hbf – Köln Messe/Deutz – Porz (Rhein) – Troisdorf – Siegburg/Bonn – Hennef (Sieg) – Eitorf – Herchen – (Dattenfeld –)* Schladern (Sieg) – (Rosbach (Windeck) –)* Au (Sieg) – (Etzbach –)* Wissen (Sieg) – (Niederhövels – Scheuerfeld (Sieg) –)* Betzdorf (Sieg) – Kirchen – Brachbach (– Niederschelden – Eiserfeld (Sieg))* – Siegen Hbf * Halt einzelner Züge im Nacht- und Berufsverkehr Stand: Fahrplanwechsel Dezember 2023 | 60 min                                                         | 105 (Rtg. Siegen) 106 (Rtg. Köln)                    |
| RB90  | Westerwald-Sieg-Bahn: (Kreuztal – Siegen-Geisweid – Siegen-Weidenau –)* Siegen Hbf – Eiserfeld (Sieg) – Niederschelden Nord – Niederschelden – Mudersbach – Brachbach – Freusburg Siedlung – Kirchen – Betzdorf (Sieg) – Scheuerfeld (Sieg) – Niederhövels – Wissen (Sieg) – Etzbach – Au (Sieg) – Geilhausen – Hohegrete – Breitscheidt (Kr Altenkirchen Ww) – Kloster Marienthal (wochentags zweistdl.) – Obererbach – Altenkirchen (Westerwald) – Ingelbach – Hattert – Hachenburg – Unnau-Korb – Nistertal-Bad Marienberg (– Büdingen (Westerw) – Enspel – Rotenhain) (zweistündlich) – Langenhahn – Westerburg – Willmenrod – Berzhahn – Wilsenroth – Frickhofen – Niederzeuzheim – Hadamar – Niederhadamar – Elz (Kr Limburg/Lahn) – Staffel – Diez Ost – Limburg (Lahn) * einzelne Züge an Werktagen Stand: Fahrplanwechsel Dezember 2024 | 60 min zus. Verstärkerzüge Betzdorf–Altenkirchen               | 105 (Rtg. Siegen) 106 (Rtg. Au) 101 (Verstärkerzüge) |
| RB93  | Rothaarbahn: Betzdorf (Sieg) – Kirchen – Freusburg Siedlung – Brachbach – Mudersbach – Niederschelden – Niederschelden Nord – Eiserfeld (Sieg) – Siegen Hbf – Siegen-Weidenau – Siegen-Geisweid – Kreuztal – Ferndorf (Siegen) – Kredenbach – Dahlbruch – Hillnhütten – Stift Keppel-Allenbach – Hilchenbach – Vormwald Dorf – Vormwald – Lützel – Erndtebrück – Birkelbach – Aue-Wingeshausen – Berghausen (b Wittgenstein) – Raumland-Markhausen – Bad Berleburg Werktags einzelne Fahrten von Au (Sieg) bzw. Altenkirchen, Samstags 2x von Marburg nach Betzdorf als RB 94 Stand: Fahrplanwechsel Dezember 2021 | 60 min (werktags) 120 min (sonn-/feiertags)                    | 105 (siehe Abschnitt Umbau)                          |
| RB96  | Hellertal-Bahn: Betzdorf (Sieg) – Grünebacherhütte – Grünebach Ort – Sassenroth – Königstollen – Herdorf – Struthütten – Altenseelbach – Neunkirchen (Kr Siegen) – Wahlbach (Kr Siegen) – Burbach (Kr Siegen) – Würgendorf (Ort) – Würgendorf – Holzhausen (Kr Siegen) – Niederdresselndorf – Allendorf (Dillkr) – Haiger Obertor – Haiger – Sechshelden – Dillenburg Stand: Fahrplanwechsel Dezember 2021 | 60 min (Betzdorf–Neunkirchen) 120 min (Neunkirchen–Dillenburg) | 102                                                  |
| RB97  | Daadetal-Bahn: Betzdorf (Sieg) – Alsdorf (Westerw) – Schutzbach – Niederdreisbach – Biersdorf (Westerw) Ort – Daaden Stand: Fahrplanwechsel Dezember 2022 | 60 min                                                         | 113                                                  |

### Busverkehr

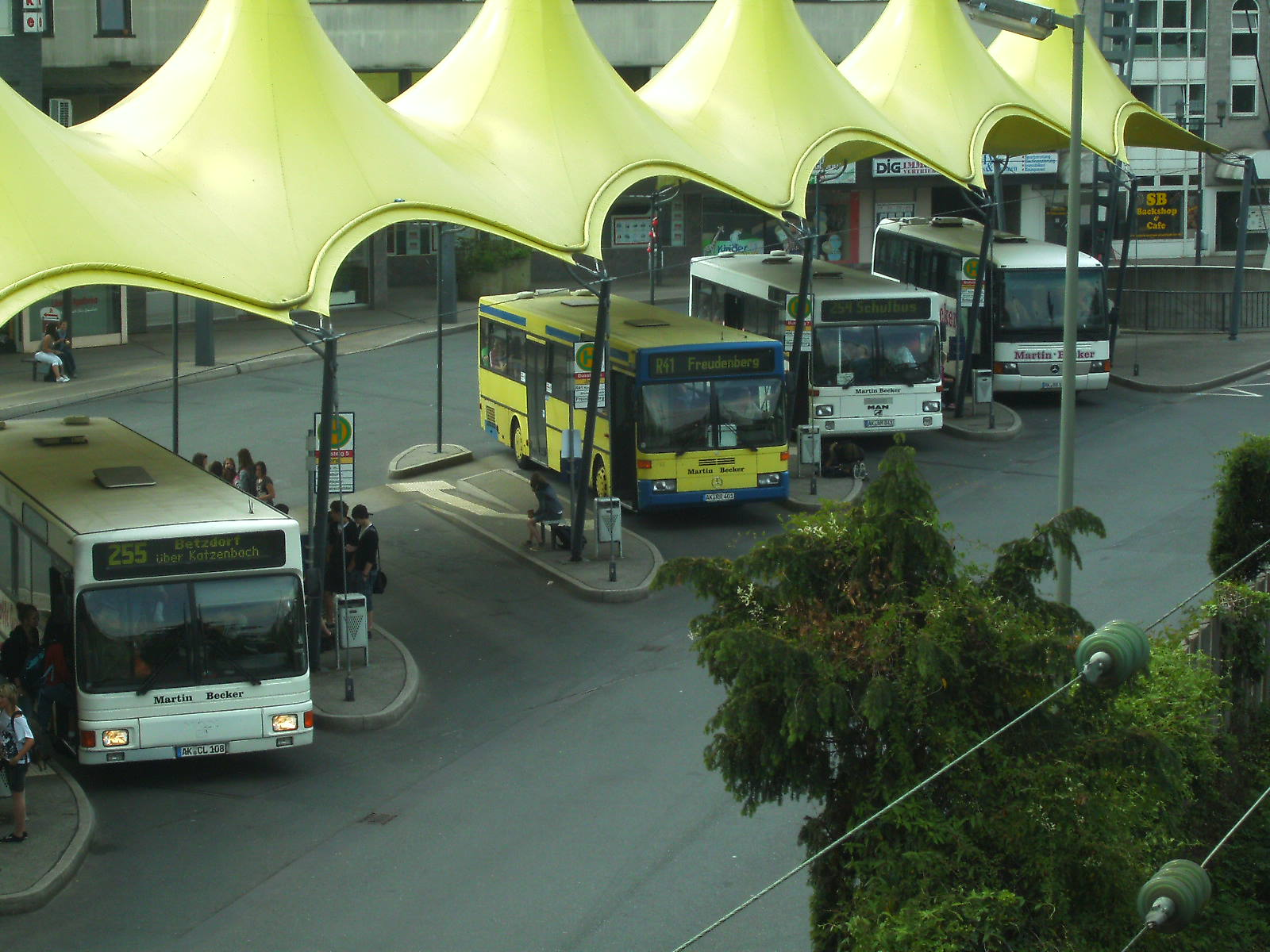
Busbahnhof in Betzdorf

Es verkehren verschiedene Buslinien vom nahegelegenen Busbahnhof von  Westerwaldbus und drei weiteren Verkehrsgesellschaften, die Nachbargemeinden und andere Landkreise verbinden. Die meisten Fahrten dienen als Schulfahrten, weshalb sie hauptsächlich nur morgens und am frühen Mittag verkehren. Da die Landesgrenze zu Nordrhein-Westfalen nicht weit entfernt ist, werden dort zwangsläufig auch Gemeinden und Ortsteile mitbedient.

## Tarife
Seit dem 1. August 2002 ist der Tarif des Verkehrsverbundes Rhein-Sieg (VRS) als Übergangstarif auf den Schienenstrecken im Kreis Altenkirchen anerkannt, wenn der Start- oder Zielbahnhof im Gebiet des VRS liegt. Ebenso ist der Landkreis Altenkirchen seit dem 1. Januar 2009 Mitglied im Verkehrsverbund Rhein-Mosel (VRM). Der VRM-Tarif gilt für Fahrten innerhalb des Landkreises Altenkirchen sowie in andere Landkreise, welche Mitglied im VRM sind, z. B. in den Landkreis Neuwied. Die Mitgliedschaft im VRM ermöglicht es Fahrgästen mit Verbundfahrscheinen, vom Zug in den Bus oder umgekehrt zu wechseln, ohne ein weiteres Ticket kaufen zu müssen.

## Umbau

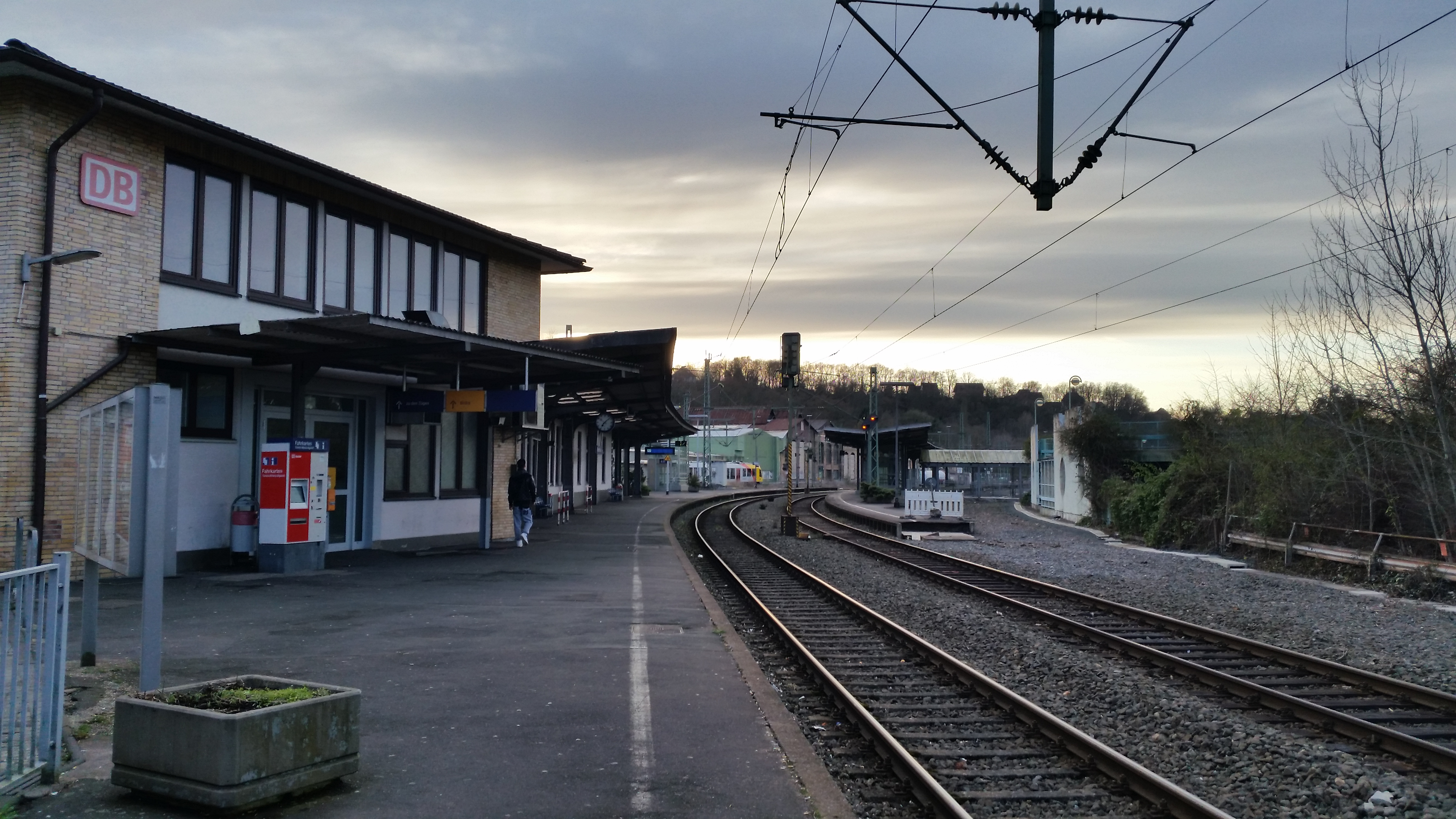
Blick vom Gleis 105 in Richtung Gleis 106. Rechts sieht man das Schotterbett des demontierten Gleis 107 sowie die dort errichtete Fußgängerverbindung zur P+R-Anlage im März 2016

Seit Dezember 2015 verkehren die Züge der Westerwald-Sieg-Bahn (RB 90) aus Limburg/Altenkirchen über Au (Sieg) hinaus via Betzdorf nach Siegen/Kreuztal. Für die Linie RB 90 Richtung Altenkirchen verkehren montags bis freitags zusätzlich Verstärkerzüge mit Start in Betzdorf von Gleis 101, wofür eigens eine neue Weiche verlegt wurde um den Wechsel auf das Gleis in Richtung Au (Sieg) zu ermöglichen. Außerdem beginnen die Fahrten der Rothaarbahn (RB 93) über Kreuztal und Erndtebrück nach Bad Berleburg nicht mehr in Siegen, sondern bereits in Betzdorf.
Im Jahr 2012 berichteten diverse Medien erstmals davon, dass es Planungen gebe, das zuvor demontierte Gleis 107 für die Linie RB 93 Richtung Erndtebrück wieder zu errichten. Anstelle der Fußgängerüberführung sollte der bereits vorhandene Fußgängertunnel zwischen den Gleisen 106 und 113 bis in die P+R-Anlage hinein verlängert werden. Der Bau des Gleises begann mit einem Jahr Verspätung im Oktober 2016 im Zuge der Sanierung der Gleise 105 und 106 und wurde im Dezember 2016 wegen der Witterung unterbrochen. „Im Frühjahr“ 2017 sollte das Gleis 107 in Betrieb gehen. Der Tunnelbau sollte „jederzeit“ möglich und „im Februar 2017“ fertiggestellt sein. Zum Weiterbau bedurfte es jedoch eines neuerlichen Planfeststellungsverfahrens beim EBA.
Einem Bericht der Siegener Zeitung zufolge betraf dieses Planfeststellungsverfahren ein neues Lärmschutzgutachten.[veraltet] Auch die Rhein-Zeitung berichtete einige Zeit später über eine Anfrage der Redaktion beim Eisenbahnbundesamt in Bonn, wonach es hieß, dass Ende des Jahres 2015 und im Mai 2016 Anträge der DB Netz AG gestellt wurden, die aber beide aufgrund erheblicher Mängel in der Antragstellung zum Planfeststellungsverfahren abgelehnt werden mussten. So wurde, wie bereits die Siegener Zeitung berichtete, ein Lärmschutzgutachten außer Acht gelassen, welches aber per Oktober 2018 mit einem neuen Antrag vorliegen sollte. Aufgrund erforderlicher Nachbesserungen bei der Planfeststellung rechnete die Siegener Zeitung mit einer Umsetzung erst Ende 2021.[veraltet]
Nach einem Ortstermin im August 2019 stellte die Landtagsabgeordnete der SPD, Sabine Bätzing-Lichtenthäler, eine Anfrage an die zuständige DB AG, ob und wann geplant sei, die Bahnsteige des Bahnhofs barrierefrei umzubauen. Die Bahn teilte mit, dass zunächst der barrierefreie Zugang vom Parkhaus zum Gleis 106/107 gebaut werden würde, mit dem auch die Fertigstellung von Gleis 107 einhergehen würde. Anschließend würden dann im Frühjahr 2021 die Bahnsteige von Gleis 106/107 erhöht, damit sowohl Doppelstockzüge, als auch die Talent-2-Triebwagen ihre Rampen für einen barrierefreien Zugang nutzen können. Alle anderen Bahnsteige des Bahnhofs in Betzdorf würden erst bis Ende der 2020er Jahre komplett barrierefrei sein.
Nach jahrelangem Stillstand der Bauarbeiten an Unterführung zur P+R-Anlage sowie am Gleis 107 hat das Eisenbahn-Bundesamt Ende Juni 2020 Unterlagen bei der Stadt Betzdorf eingereicht, welche dann auch umgehend genehmigt wurden. Jedoch wurde die dort geplante Bahnsteigerhöhung auf 76 cm bemängelt, da die Hessische Landesbahn mit Triebwagen ausgestattet ist, die einen barrierefreien Zugang nur bei einer Bahnsteighöhe von 55 cm erlaubt. Man dränge nun darauf, dass die HLB für künftige Flotten mit entsprechenden Zügen ausgestattet ist, da nach und nach alle Bahnsteige an der Siegstrecke auf 76 cm angeglichen werden sollen.[veraltet]
Im Januar 2024 haben die Bauarbeiten zur Verlängerung der Personenunterführung und zur Erhöhung des Bahnsteiges an Gleis 106/107 auf die an der Siegstrecke übliche Höhe von 76 cm begonnen.